# Glänzendes Filzschlafmoos
Das Glänzende Filzschlafmoos (Tomentypnum nitens, Synonym Homalothecium nitens) ist eine Laubmoos-Art aus der Ordnung Hypnales.

## Merkmale
Diese Art bildet mit den kräftigen, bis über 10 Zentimeter großen, aufrechten, unregelmäßig fiedrig verzweigten und stark rhizoidfilzigen Pflanzen lockere bis dichte, gelbgrüne bis goldgelbe, stark glänzende Rasen. Die aufrecht abstehenden, steifen und bis 4 Millimeter langen Blätter sind lang und fein zugespitzt, an der Basis am breitesten, tief längsfaltig und ganzrandig. Die dünne Blattrippe reicht bis in die obere Blatthälfte. Die Blattzellen sind in der Blattmitte eng linealisch, an der Blattbasis kürzer und getüpfelt. Die wenigen und schwach differenzierten Blattflügelzellen sind oval bis unregelmäßig quadratisch. Oft sind neben den Stämmchen auch Blätter mit Rhizoiden besetzt.
Die Geschlechterverteilung ist diözisch. Die glatte, purpurne Seta ist bis 6 Zentimeter lang, die Sporenkapsel länglich zylindrisch, bogig gekrümmt und geneigt bis horizontal. Fruchtende Pflanzen dürften entweder sehr selten sein oder sind seit längerer Zeit gar nicht mehr nachgewiesen worden (in Baden-Württemberg gibt es seit 1910 keinen Nachweis über gefundene Sporenkapseln).

## Standortansprüche
Das Moos wächst in kalkreichen, mindestens aber basenreichen, lichten bis  leicht schattigen, nassen  Stellen in Quell-, Nieder- und Zwischenmooren.

## Verbreitung
Weltweit ist die Art auf der Nordhalbkugel in Europa, Teilen Asiens und in Nordamerika (samt Grönland) verbreitet.
In Deutschland, Österreich und der Schweiz ist sie nur im weiteren Alpenbereich ziemlich verbreitet und steigt bis über die Waldgrenze hinauf. In Deutschland ist sie in Baden-Württemberg und Südbayern an geeigneten Stellen häufig zu finden, sonst aber sehr selten oder ausgestorben.

## Gefährdung
Das ehemals weit verbreitete Moos ist heute stark im Rückgang begriffen. Die Ursachen sind vor allem die Zerstörung von Mooren oder Eingriffe in deren Wasserhaushalt, auch Nährstoffeinträge können hier mitspielen.